# اربطدره
اربطدره، روستایی از توابع بخش ضیاءآباد شهرستان تاکستان در استان قزوین ایران است.

## جمعیت
این روستا در دهستان دودانگه علیا قرار دارد و براساس سرشماری مرکز آمار ایران در سال ۱۳۸۵، جمعیت آن ۱۲ نفر (۴خانوار) بوده‌است.